# Alòs de Balaguer
Alòs de Balaguer település Spanyolországban, Lleida tartományban. Alòs de Balaguer Artesa de Segre, Camarasa, Cubells, Foradada és Vilanova de Meià községekkel határos. Lakosainak száma 120 fő (2024).

## Népesség
A település lakosságának változását az alábbi diagram mutatja:
| Lakosok száma | 351  | 939  | 463  | 244  | 187  | 166  | 146  | 126  | 130  | 120  |
|               | 1717 | 1887 | 1936 | 1960 | 1986 | 2004 | 2009 | 2014 | 2019 | 2024 |